# مجلس صيانة الدستور

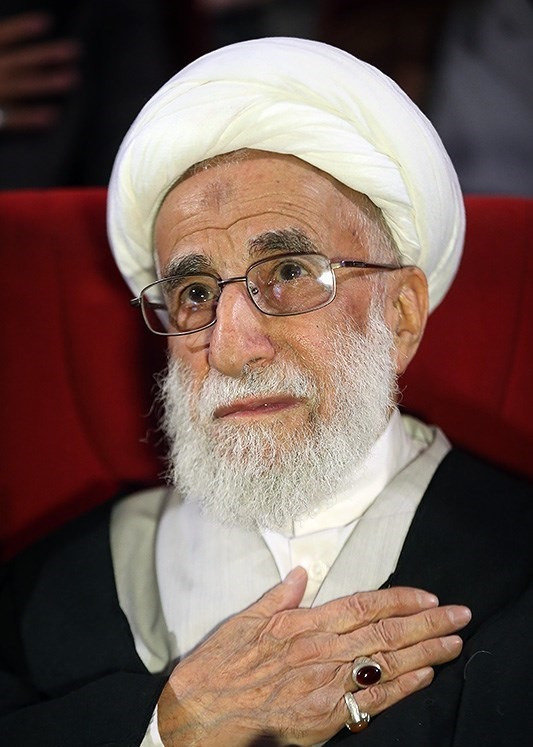
آية الله أحمد جنتي الرئيس الحالي لمجلس صيانة الدستور وكذلك مجلس خبراء القيادة

مجلس صيانة الدستور من الهيئات التنظيمية الرئيسية في إيران ووظيفتها الإشراف على عمل مجلس الشورى الإسلامي. جميع قوانين البرلمان في إيران يجب أن تحصل على موافقة هذا المجلس قبل اعتمادها.
ويعتبر مجلس صيانة الدستور في جمهورية إيران الإسلامية، واحدة من المؤسسات الحكومية الأكثر أهمية وضمان لشرعية وإسلامية النظام الإسلامي.
هذه المؤسسة هي مشابهة جدا لبعض المؤسسات الضامنة للدستور في عدد من البلدان. ففي دساتير بعض البلدان توجد مؤسسات تسمى «المحكمة الدستورية» أو «المجلس الدستوري» أو ما شابه ذلك وعلى الرغم من بعض الاختلافات، من حيث الهيكل والمسؤولية لديهم الكثير من أوجه التشابه مع بعضها البعض. لكن وبخلاف المؤسسات الضامنة للدستور في سائر البلدان، يمتلك مجلس صيانة الدستور صلاحية تحديد المرشحين الذين يُسمح لهم بالترشّح للانتخابات البرلمانيّة والرئاسيّة، ما يسمح له بتحديد المرشحين الذين يملكون فرصة المنافسة في هذه الانتخابات. ومارس المجلس هذه الصلاحيّات، فألغى ترشيحات المرشحين القوميين والشيوعيين والأكراد، وأي مرشّح لا يؤمن بنظرية ولاية الفقيه.
يتكون هذا المجلس من إثني عشر عضواً بحيث أن ستة أعضاء من هؤلاء الإثني عشر عضواً هم من الفقهاء في المذهب الجعفري الخبراء في القانون الإسلامي والواعون للاحتياجات الحالية وقضايا العصر ويتم تعيينهم مباشرة من قبل مرشد الجمهورية. أما الأعضاء الستة الآخرين فهم من المحامين ذوي الخبرة ويتم ترشيحهم من قبل رئيس السلطة القضائية ويتم التصويت عليهم من قبل أعضاء مجلس الشورى الإسلامي.

## رئاسة المجلس
يترأس أحمد جنتي مجلس صيانة الدستور منذ عام 1993، وكان عضوا به منذ تأسيسه 1980، وهو أحد فقهاء الحوزة العلمية بمدينة قم، وفضلا عن كونه مرجعا تقليديا للشيعة الإمامية، فهو أيضا خطيب الجمعة في طهران.

## وظائف المجلس
- الإشراف على الانتخابات
- الموافقة على المرشحين لرئاسة الجمهورية ومجلس الخبراء ومجلس الشورى.[7]
- ضمان التوافق بين التشريعات التي يقرها البرلمان مع معايير الإسلام والدستور.[8]

## هيكلية مجلس صيانة الدستور
مجلس صيانة الدستور، لديه 12 عضوا ينتخبون لمدة ست سنوات. نصف أعضائه من الفقهاء والنصف الآخر من الحقوقيين.

### فقهاء المجلس

#### شروط الفقهاء
جزء من المادة 91 من الدستور الإيراني ينصّ على: يتكون مجلس باسم مجلس صيانة الدستور بالتكوين التالي:
ستة من الفقهاء الصالحين والعارفين بمتطلبات وقضايا العصر. اختيار هؤلاء مع قائد الثورة الإسلامية.
إذن فقهاء مجلس صيانة الدستور يجب أن يتحقق فيهم ثلاثة شروط:
1. الفقه: الفقه حرفيا يعني «الفهم» والفقيه يطلق على شخص لديه القدرة على استنتاج واستخراج الأحكام الشرعية من المصادر الفقهية (القرآن، السنة، العقل والإجماع) ولأن النظام في إيران إسلامي وضرورة مطابقة تشريعات المجلس مع الأحكام الشرعية فضلا عن مرجعية الفقهاء في التعبير عن الأحكام الشرعية، شرط الفقه أمر معقول.[3]
2. العدالة: العدالة ضد الفجور والعادل يطلق على شخص لا يتبع الشهوة ويراعي في الخطاب والسلوك لكي لا يتصرف خلاف مرضاة الله. ولقد جاء في حديث عن جعفر الصادق: «فأمّا من كان مِن الفقهاء صائناً لِنفسه، حافظاً لِدينه، مخالفاً علي هواه، مطيعاً لأمر مولاه، فَلِلعَوام أن يُقلّدوه؛»[9] فإدراج مثل هذا الشرط لهؤلاء الفقهاء الذين هم حراس الدين والدستور، هو ضرورة لا يمكن إنكارها.[3]
3. معرفة متطلبات وقضايا العصر: ومن مستلزمات الحصانة من الانحراف، معرفة متطلبات وقضايا العصر. وقد تم التركيز علي هذا الشرط في الروايات الدينية حيث جاء في رواية عن جعفر الصادق أنّه قال: «العالِمُ بِزَمانِهِ لا تَهجُمُ عَلَيهِ اللَّوابِس»؛[10][11]

### حقوقيو المجلس

#### شروط الحقوقيين
جاء في المادة 91 حول شروط محامي مجلس صيانة الدستور كالتالي:
«... ستة حقوقيين في مختلف فروع القانون، من بين فقهاء المسلمين يتمّ ترشيحهم من قبل رئيس السلطة القضائية إلى مجلس الشورى الإسلامي وينتخبون بالاقتراع البرلماني.» فشروط الستة الآخرين من أعضاء مجلس صيانة الدستور هي أن يكونوا:
1. حقوقيين: فالحقوق بمعنى من المعاني، هو علم يقوم بتحليل وتقييم القوانين والقواعد المفروضة ويطلق على الذين لديهم هذه المعرفة، الحقوقيين.
2. مسلمين: والإسلام يعني الاعتراف بوحدانية الله ونبوّة النبي محمد والمعاد ومن مستلزمات هذا الاعتراف هو الالتزام العملي بالشريعة الإسلامية.

## المهام التشريعية
ليس لدى مجلس الشورى الإسلامي الوضع القانوني دون مجلس صيانة الدستور. يجب إعادة النظر في أي مشروع قانون أقره مجلس الشورى والموافقة عليها من قبل مجلس صيانة الدستور ليصبح قانونا.
وفقا للمادة 96 من الدستور، تشخيص عدم تعارض تشريعات مجلس الشورى الإسلامي مع الأحكام الإسلامية، تقع على عاتق فقهاء مجلس صيانة الدستور ويجب أن يوافق عليها أغلبية الفقهاء ليصبح قانونا وتشخيص عدم تعارضها مع الدستور على عاتق جميع أعضاء مجلس صيانة الدستور (يعني الفقهاء والمحامين) ويجب أن يوافق عليها الغالبية العظمى من جميع الأعضاء من الفقهاء والمحامين ليصبح قانونا.
في حال رفض أي قانون من قبل مجلس صيانة الدستور بسبب تعارضه مع الأحكام الإسلامية أو الدستور الإيراني، سيتم تمريره مرة أخرى إلى مجلس الشوري الإسلامي للتصحيح. إذا كان مجلس الشوري ومجلس صيانة الدستور لا يمكن اتخاذ قرار بشأن هذه القضية، يتم تمرير الأمر إلى مجلس تشخيص مصلحة النظام لاتخاذ قرار.

## تفسير الدستور
المهمة الأخرى لمجلس صيانة الدستور هي تفسير الدستور. المعنى الحرفي للتفسير هو كشف وشرح التعقيدات والصعوبات لكلمة أو جملة. إذن، في هذه القضية التفسير يعني تحديد المعنى الصحيح ونطاق القاعدة القانونية يسمّى تفسير تلك القاعدة والغرض من التفسير، هو شرح نية واضع القانون.

## الاعضاء الحاليون
| الاسم | الاسم                   | التعيين | المصدر |
| ----- | ----------------------- | ------- | ------ |
|       | أحمد جنتي (رئيس المجلس) | 2028    | [ 15 ] |
|       | مهدي الشاب زندادار      | 2028    | [ 15 ] |
|       | محمد رضا مدرسي اليزدي   | 2028    | [ 15 ] |
|       | أحمد حسيني الخراساني    | 2025    | [ 15 ] |
|       | علي رضا أعرافي          | 2025    | [ 15 ] |
|       | أحمد خاتمي              | 2025    | [ 15 ] |

| الاسم | الاسم                              | التعيين | Ref    |
| ----- | ---------------------------------- | ------- | ------ |
|       | سياماك راهي بيك (نائب رئيس المجلس) | 2028    | [ 15 ] |
|       | عباس علي كودخدائي                  | 2028    | [ 15 ] |
|       | خير الله بارفين                    | 2028    | [ 15 ] |
|       | غلام رضا مولابيغي                  | 2025    | [ 15 ] |
|       | محمد حسن مقدم                      | 2025    | [ 15 ] |
|       | هادي طحان نظيف (الناطق الاعلامي)   | 2025    | [ 15 ] |